# لوك انجلوا
لوك انجلوا هو مترجم وفيلسوف وكاتب كندي، ولد في 1963 في كندا.